# كنائس آسيا السبع

خريطة لغرب الأناضول تظهر جزيرة بطمس ومواقع المدن المحتضنة للكنائس السبع.

كنائس الرؤيا السبع، المعروفة أيضاً بـ كنائس القيامة السبع و كنائس آسيا السبع (في إشارة إلى إقليم آسيا الروماني، وليس القارة بأكملها)، هي الكنائس السبعة الرئيسة من العهد المبكر للمسيحية، وكما هو مذكور في العهد الجديد وسفر الرؤيا الذي كتبه يوحنا المبشر. وكل المواقع السبعة هي واقعة في تركيا المعاصرة ولم تعد ذات جمهور مسيحي كبير لأن أغلب السكان اليونانيين كانوا رحّلوا بموجب اتفاقية تبادل الشعبين اليوناني والتركي التي وقع عليها كلا الطرفين اليوناني والتركي. وعلى خلفية الرؤيا التي وقعت على الجزيرة اليونانية بطمس، أمر يسوع المسيح خادمه يوحنا أن: «اكتب على اللفافة ما ترى وأرسل به إلى الكنائس السبع: إلى إفسوس وإلى سميرنا وإلى برماغون وإلى ثياتيرا وإلى سارد وإلى فيلادلفيا وإلى لاوديسيا.»
و«الكنائس» في هذا السياق كانت ترجع إلى الجماعات الميسيحية التي كانت تعيش في كل مدينة، ولم يقصد بها مجرد المبنى أو المباني التي كان يجتمع فيها ويتعبّد فيها.
والكنائس السبع هذه كانت موجودة في:
- إفسوس (أنظر كذلك كنيسة مريم(إفسوس))
- سميرنا
- بيرغامون
- ثياتيرا
- ساردس
- فيلادلفيا (أو آلاشهر)
- لاوديكيا، بجانب دينيزلي